# Aurelio Úraga
Aurelio "Yeyo" Uraga (Guayaquil, Ecuador, 25 de enero de 1925-Guayaquil, 10 de junio de 1976) fue un beisbolista ecuatoriano. Jugó en varias posiciones y llegó a ser considerado como una de las mayores estrellas del béisbol en Ecuador.

## Trayectoria
Debutó en la primera categoría en 1938, siendo su primer equipo Emelec, que poseía figuras en ese entonces como  O'Mara (el mejor primera base), Nacho Moggia, Yépez, Cevallos, Álava entre otros. Luego pasó por equipos como Barcelona, Everest y el desaparecido "Dillon".  Fue campeón con Everest, Emelec y Barcelona.
No alcanzó la posibilidad de defender los colores ecuatorianos fuera del país. No logró campeonatos de bateo ni de robos de base, ni otros renglones que elevan el curriculum del atleta de la pelota. Yeyo Uraga no está en los récords totales, en los de "todos los tiempos", pero fue de todo. Fue lanzador para demostrar que su brazo podía solucionar problemas de este tipo, y fue capaz de mantener al Everest listo al campeonato. Esa era su gran virtud, la facilidad con que se desempeñaba en cualquier puesto del diamante, y en muchas ocasiones conducía a su equipo a la victoria.
Justo en el año 1949, ganó los dos encuentros iniciales para Everest para promediar cero carreras limpias. Estos momento fueron los que crearon la grandeza de Yeyo Uraga, los que llevaron al "Mito Uraga".
Jugando como para cortos (el puesto que mejor se amoldaba a su temperamento), podía llevarse una línea imposible o un roletazo que parecía hit, detrás de la tercera base, para recuperarse y lanzar a primera, sacando al corredor que ya se iba acomodando al imparable. Para "Yeyo Uraga" el béisbol era un deporte que amaba y le apasionaba, jugaba como pitcher, cátcher, primera base, outfield y en todos rendía de lo mejor, pero más le gustaba de "Short Stop". Jugaba y rendía siempre como el mejor.
"Yeyo Uraga" pasó a la historia como el jugador más completo que ha producido el béisbol criollo.

### Fatal accidente
Un terrible accidente automovilístico ocurrido un 30 de agosto de 1953 truncó prematuramente su carrera, cuando tenía aun mucho que darle a este deporte, quedó paralizado de las piernas, y con eso el fin de ser un jugador activo. Yeyo continuó asistiendo a los diamantes en silla de ruedas.

### Muerte
Murió el 10 de junio de 1976 a la edad de 51 años pasando sus últimos 23 años en una silla de ruedas con la que de todas maneras asistía a los diamantes a deleitarse viendo jugar a sus amigos.

### Homenaje
En 1965 con motivo de los Juegos Bolivarianos efectuados en Ecuador se le rindió un "justo homenaje" en la misma cancha que lo vieron jugar sus mejores partidos a la cual se le puso su nombre, el béisbol tuvo casa propia, modernas instalaciones con una eficiente iluminación, completamente de concreto y con todas las facilidades modernas.

## Clubes

### Como jugador
| Club      | País    | Año  |
| --------- | ------- | ---- |
| Emelec    | Ecuador | 1938 |
| Barcelona | Ecuador | 1947 |
| Everest   | Ecuador | 1949 |

## Palmarés
| Título                      | Club      | País    | Edición                         |
| --------------------------- | --------- | ------- | ------------------------------- |
| Liga Ecuatoriana de béisbol | Everest   | Ecuador | National Baseball Congress 1949 |
| Liga Ecuatoriana de béisbol | Emelec    | Ecuador | National Baseball Congress      |
| Liga Ecuatoriana de béisbol | Barcelona | Ecuador | National Baseball Congress      |